# Reinhardt Syhre
Reinhardt Syhre (* 23. November 1931; † 9. November 1991) war ein deutscher Komponist, Kinderchorleiter und der Begründer der heutigen Schola Cantorum Leipzig.

## Leben
Reinhardt Syhre gründete 1963 den Schulchor der Ernst-Schneller-Schule, seit 2001 Marienbrunner Schule - Grundschule der Stadt Leipzig, der auch als Opern-Kinderchor fungierte. Die offizielle Namensgebung  GewandhausKinderchor fand am 2. Dezember des Jahres 1973 statt. Die Leitung des GewandhausKinderchores lag in den Händen von Reinhardt Syhre und Werner Dienemann, zweiter Chordirektor der Oper.

## Werk
Seine leichte Kanon Kinderkantate "Die vier Jahreszeiten" ist eine Heranführung an mehrstimmigen Chorgesang. Sein Werk ist weiterhin gekennzeichnet durch eine Vielzahl von Kompositionen für gemischten Kinderchor, insbesondere seine Bearbeitungen der Chorsätze alter Meister  für gleichstimmige Kinderchöre.

„Zu welch ausgezeichneter Klangkultur die beiden Leiter Werner Dienemann und Reinhardt Syhre den Kinderchor bereits gebracht haben, bewies das festliche Konzert im Leipziger Alten Rathaus“

„Den zweiten Teil des Programms bildete die Darbietung der bekanntesten Weihnachtslieder in mehrstimmigen, teilweise sehr schönen Bearbeitungen. Hier sind vor allem die Sätze von Reinhardt Syhre, seinerzeit Gründer der "Schola Cantorum", zu nennen.“